# Marvin van der Pluijm (wielrenner)
Marvin van der Pluijm (Raamsdonksveer, 11 januari 1979) is een Nederlands voormalig wielrenner.

## Belangrijkste overwinningen
2002
- 3e etappe OZ Wielerweekend

2003
- Ronde van Midden-Nederland
- Nederlands kampioen op de weg, Elite zonder contract

2004
- Ster van Zwolle
- Omloop der Kempen
- 1e etappe Olympia's Tour
- 1e etappe OZ Wielerweekend
- Noord Nederland Tour (met 21 anderen)

2005
- 6e etappe Olympia's Tour
- 3e etappe Ronde van Namen

2006
- Ster van Zwolle
- Omloop Houtse Linies

2007
- Parel van de Veluwe